# Neobisium maxbeieri
Neobisium maxbeieri är en spindeldjursart som beskrevs av Dumitresco och Traian Orghidan 1972. Neobisium maxbeieri ingår i släktet Neobisium och familjen helplåtklokrypare. Inga underarter finns listade i Catalogue of Life.